# Скуденес
Скуденес (норв. Skudenes) — колишній муніципалітет у норвезькому фюльке Ругаланн. Він був частиною традиційного району Гаугаланд. Муніципалітет площею 68 квадратних кілометрів існував з 1838 року до свого розпуску в 1965 році. Адміністративним центром було місто Скуденешавн (яке технічно було окремим муніципалітетом). Спочатку муніципалітет охоплював землі, які зараз є частиною муніципалітетів Бокн і Кармей. Він включав південну частину острова Кармей і три острови на сході: Вестре Бокн, Аустре Бокн і Огнея. У 1849 році три менші острови були розділені, щоб сформувати муніципалітет Бокн.
Сьогодні район Скуденес відноситься до південної частини острова Кармей. У 2009 році тут проживало близько 3226 жителів.

## Історія
Скуденес був створений як муніципалітет 1 січня 1838 року. У 1849 році три острови Вестре Бокн, Аустре Бокн і Огнейя (населення: 1035) були відокремлені від Скуденеса, щоб утворити муніципалітет Бюккен. Внаслідок розколу Скуденес залишився з населенням 5044 людини.
У 1857 році портове село Скуденешавн на південній частині острова Кармей було визначено як ладестед (порт навантаження). Невдовзі після цього, 10 лютого 1858 року, Скуденешавн (населення: 1209 осіб) був відокремлений від муніципалітету Скуденес, утворивши окремий муніципалітет. 1 січня 1892 року північна частина Скуденеса була відокремлена для створення нового муніципалітету Акра (населення: 1962). Це залишило Скуденес із населенням 2732 особи, а розмір Скуденесу скоротився зі 101 до 68 квадратних кілометрів.
1 січня 1965 року в Норвегії відбулося багато муніципальних злиттів в результаті роботи Комітету Шей. Того дня муніципалітет Скуденес (населення: 3583 особи) був об'єднаний із сусідніми муніципалітетами Авальдснес, Стангаланд, Торвастад і Окра, а також з містами Копервік і Скуденешавн, щоб сформувати новий муніципалітет Кармей.